# Megahn Perry
Megahn C. Perry est une actrice américaine née le 11 mars 1977.

## Biographie
Elle a surtout fait des apparitions dans des séries télévisées, comme Buffy, Dawson ou Sabrina, l'apprentie sorcière.

## Filmographie
- 1998 : Horton, drôle de sorcier (Waking Up Horton) : Sweet Young Thing
- 1999 : The Firing Squad
- 2000 : Le Couvent (The Convent) : Mo
- 2001 : Silent Story : Rose
- 2002 : Inside : Mary
- 2004 : Deliverance: The Musical : Deliverance Dancer
- 2006 : Profanations (The Gravedancers) : Culpepper
- 2006 : Shark Bait : Percy's Mum / Female Parrotfish (voix)
- 2010 : The Perfect Host : Simone de Marchi